# Chór Mieszany I Liceum Ogólnokształcącego im. Adama Mickiewicza w Głubczycach
Chór Mieszany I Liceum Ogólnokształcącego im. Adama Mickiewicza w Głubczycach – polski chór mieszany działający przy Liceum Ogólnokształcącym w Głubczycach. Powstał we wrześniu 1988 roku. Jego założycielem i obecnym dyrygentem jest Tadeusz Eckert.

## Historia
Chór Mieszany LO w Głubczycach powstał w 1988 roku. Zrzesza uczniów I Liceum Ogólnokształcącego w im. Adama Mickiewicza w Głubczycach, a od 1999 roku także uczniów Gimnazjum nr 1 z Oddziałami Integracyjnymi w Głubczycach. Od początku powstania chóru jego kierownikiem artystycznym oraz dyrygentem jest Tadeusz Eckert. Pierwsze sukcesy chóru pojawiły się już po trzech latach działalności.
W 1992 roku chór zdobył swoją pierwszą nagrodę – Złoty Kamerton na Ogólnopolskim Konkursie Chórów a Cappella Dzieci i Młodzieży w Bydgoszczy. Sukces ten powtórzył dziesięciokrotnie. Grand Prix, czyli główną nagrodę tego samego konkursu, zdobył trzykrotnie.
We wrześniu 1993 roku wystąpił ze światowej sławy tenorem Kałudi Kałudowem i Orkiestrą Symfoniczną Filharmonii Zabrzańskiej. Od tego samego roku nawiązał stałą współpracę z Orkiestrą Symfoniczną Państwowej Szkoły Muzycznej II stopnia w Opolu pod dyrekcją Huberta Prochoty. Współpraca zaowocowała wspólnym wykonaniem dzieł znanych kompozytorów, m.in. Messa di Gloria Giacoma Pucciniego,  Mszy D-dur Antonína Dvořáka, Mszy Koronacyjnej Wolfganga Amadeusa Mozarta. Wspólnie z chórem Capricolium z Głuchołaz i Orkiestrą Symfoniczną PSM II st. w Opolu wykonał także Mszę A-dur Césara Francka.
Zespół bierze udział w wielu prestiżowych przedsięwzięciach artystycznych. Od 1997 roku koncertuje na deskach Filharmonii Opolskiej.
Już w 1998 roku chór, wspólnie z orkiestrą Filharmonii Opolskiej, wykonał wielkie dzieło Carla Orffa Carmina Burana. W tym samym roku chór odbył podróż do Rzymu, gdzie występował przed Janem Pawłem II.
W 2000 roku wystąpił na wystawie światowej „Expo 2000” w Hanowerze. W tym samym roku reprezentował Polskę na festiwalu młodzieży „Europa 2000” w Moguncji.
W 2004 roku wziął udział w V Europejskich Spotkaniach Chóralnych w Warszawie, gdzie wystąpił na deskach Teatru Wielkiego Opery Narodowej. W latach 2004–2008 z inicjatywy zespołu rozpoczęły się głubczyckie spotkania chóralne „Silesia Cantat”, w których brały udział przygraniczne zespoły z Polski, Niemiec i Czech.
W 2006 roku zespół wystąpił w Polskiej Ambasadzie w Paryżu, a także w Polskim Ośrodku Społeczno-Kulturalnym w Londynie. W 2007 roku chór mieszany ponownie dał koncert w Londynie dla polskiej publiczności.
W 2008 roku chór wystąpił dla niemal trzytysięcznej widowni w Kędzierzynie-Koźlu w ramach Międzynarodowego Chóru „Silesia Cantat”. Koncert poprowadził Bogusław Kaczyński.
W 2009 roku występował z auli „Florianka” na Akademii Muzycznej w Krakowie. Rok później brał udział w europejskim projekcie „Głos Harmonii Kultur” w miejscowości Enniskillen w Irlandii Północnej.
W 2014 roku swoim występem uświetnił uroczystość Święceń Biskupa Rudolfa Pierskały przez Nuncjusza Apostolskiego Arcybiskupa Celestino Migliore.

## Charakterystyka

### Działalność
Począwszy od 1993 roku chór koncertował na licznych scenach w Polsce i za granicą. Na swoim koncie ma występy w takich miejscach jak: Ambasada Polska z Paryżu, Watykan, Wystawa „Expo 2000” w Hanowerze czy Polski Ośrodek Społeczno-Kulturalny w Londynie. Poza tym występował w wielu innych krajach europejskich, m.in.: w Danii, Szwajcarii, Jugosławii, Ukrainie, Czechach, Słowacji, Szkocji, Walii, Irlandii Północnej oraz na Węgrzech. Chór jest także inicjatorem Festiwalu „Silesia Cantat”, w którym biorą udział zespoły spoza granic Polski. W zespole śpiewali m.in. Agnieszka Franków-Żelazny (Dyrektor Artystyczny Chóru Filharmonii Wrocławskiej, Doktor Habilitowany Akademii Muzycznej im. Karola Lipińskiego we Wrocławiu).

### Repertuar
Chór dzielony jest na cztery podstawowe głosy: sopran, alt, tenor, bas, jednak większość repertuaru wymaga większego podziału – daje to w sumie osiem linii wokalnych. Repertuar chóru jest bardzo szeroki i elastyczny. W zależności od okazji, chór wykonuje muzykę sakralną z różnych stylów i epok. Repertuar zespołu obejmuje także muzykę popularną, pieśni spiritual oraz folklor polski i zagraniczny.

### Współpraca
- bułgarski tenor Kałudi Kałudow (1993)
- Filharmonia Zabrzańska (1993)
- Orkiestra Symfoniczna Szkoły Muzycznej II stopnia w Opolu pod dyrekcją Huberta Prochoty (1993)
- Filharmonia Opolska (1997)
- Bogusław Kaczyński (2004)

### Transmisje
Chór był emitowany przez takie rozgłośnie radiowe jak: Polskie Radio Program II, Polskie Radio Opole, Radio Maryja, Radio Plus, Radio Vanessa, a także przez stacje telewizyjne: Polsat, Telewizja Trwam oraz Vectra.

## Osiągnięcia

### Grand Prix
- 1995

1. Grand Prix – Ogólnopolski Turniej Chórów „Legnica Cantat”
2. Grand Prix – Ogólnopolski Konkurs Chórów a Cappella Dzieci i Młodzieży w Bydgoszczy

- 1997

1. Grand Prix – Ogólnopolski Konkurs Chórów a Cappella Dzieci i Młodzieży w Bydgoszczy

- 2011

1. Grand Prix – Ogólnopolski Konkurs Chórów a Cappella Dzieci i Młodzieży w Bydgoszczy
2. Grand Prix, Grand Prix nieformalnego jury, Złoty Dyplom Musica Sacra, Puchar Zarządu Głównego Polskiego Związku Chórów i Orkiestr – Międzynarodowy Festiwal Pieśni Chóralnej w Międzyzdrojach

### Pozostałe nagrody
- 1993

1. Złoty Kamerton, Puchar Ministra Edukacji Narodowej, Puchar Ministra Kultury – Ogólnopolski Konkurs Chórów a Cappella Dzieci i Młodzieży w Bydgoszczy

- 1996

1. nagroda „Złota struna” – Bydgoskie Impresje Muzyczne

- 1999

1. nagroda „Złota struna” – Bydgoskie Impresje Muzyczne
2. Złoty Kamerton, Puchar Ministra Edukacji Narodowej, Puchar Ministra Kultury – Ogólnopolski Konkurs Chórów a Cappella Dzieci i Młodzieży w Bydgoszczy

- 2000

1. nagroda „Alba Regia” – Międzynarodowy Festiwal w Szekesfehervar (Węgry)
2. I miejsce, nagroda „Złote pasmo” – Międzynarodowy Konkurs „Opava Cantat” w Opawie

- 2001

1. I miejsce, nagroda Prezesa Rady Ministrów Jerzego Buzka – Ogólnopolski Festiwal Kolęd i Pastorałek w Będzinie
2. Złoty Kamerton, Puchar Ministra Edukacji Narodowej, Puchar Ministra Kultury – Ogólnopolski Konkurs Chórów a Cappella Dzieci i Młodzieży w Bydgoszczy

- 2003

1. I miejsce, nagroda „Złote pasmo” – Międzynarodowy Konkurs „Opava Cantat”
2. Złoty Kamerton, Puchar Ministra Edukacji Narodowej, Puchar Ministra Kultury – Ogólnopolski Konkurs Chórów a Cappella Dzieci i Młodzieży w Bydgoszczy

- 2005

1. Złoty Kamerton, Puchar Ministra Edukacji Narodowej, Puchar Ministra Kultury – Ogólnopolski Konkurs Chórów a Cappella Dzieci i Młodzieży w Bydgoszczy

- 2007

1. Złoty Kamerton, Puchar Ministra Edukacji Narodowej, Puchar Ministra Kultury – Ogólnopolski Konkurs Chórów a Cappella Dzieci i Młodzieży w Bydgoszczy

- 2009

1. I miejsce, nagroda Prezesa Rady Ministrów Donalda Tuska – Ogólnopolski Festiwal Kolęd i Pastorałek w Będzinie
2. Złoty Dyplom, Nagroda Publiczności – Międzynarodowy Festiwal Pieśni Chóralnej w Międzyzdrojach
3. Złoty Kamerton, Puchar Ministra Edukacji Narodowej, Puchar Ministra Kultury – Ogólnopolski Konkurs Chórów a Cappella Dzieci i Młodzieży w  Bydgoszczy

- 2010

1. II miejsce – Ogólnopolski Konkurs „Cantate Domino” w Krakowie
2. II miejsce – Międzynarodowy Konkurs Pieśni Adwentowych i Bożonarodzeniowych w Krakowie
3. nagroda „Alba Regia” – Międzynarodowy Festiwal w Szekesfehervar (Węgry)

- 2011

1. III nagroda – I Wrocławski Międzynarodowy Festiwal Chóralny „Wratislavia Sacra”

- 2012

1. Złoty Dyplom – Międzynarodowy Konkurs Chórów „Gaude Cantem” w Bielsku-Białej

- 2013

1. Złoty Kamerton, Puchar Ministra Edukacji Narodowej, Puchar Ministra Kultury – Ogólnopolski Konkurs Chórów a Cappella Dzieci i Młodzieży w Bydgoszczy